# Patrik Schick
Patrik Schick (Praga, 24 de enero de 1996) es un futbolista checo. Juega de delantero y su equipo es el Bayer 04 Leverkusen de la 1. Bundesliga de Alemania.

## Selección nacional

### Absoluta
Fue convocado por primera vez a la selección absoluta de República Checa por el entrenador Pavel Vrba en una lista provisional de 28 jugadores para jugar la Eurocopa 2016.
Debutó con la selección el 27 de mayo de 2016 en un partido amistoso contra Malta. Schick ingresó en el minuto 66, mostró buen juego, brindó una asistencia para que su compañero Tomáš Necid convirtiera un tanto, y ya en tiempo cumplido el mismo Patrik anotó su primer gol oficial y sentenció el 6 a 0. Disputó su primer juego con 20 años y 124 días y utilizó la camiseta número 24.
Luego jugaron contra Rusia el último amistoso previo a la Eurocopa, pero no tuvo minutos y finalmente no quedó en la lista definitiva para participar.
Para las fechas FIFA de octubre, volvió a ser considerado, esta vez por el nuevo entrenador Karel Jarolím. El primer partido fue contra Alemania: Patrik estuvo en el banco de suplentes pero no ingresó y perdieron 3 a 0.
El 11 de octubre fue titular por primera vez, se enfrentaron a la selección de Azerbaiyán en la clasificación para Rusia 2018 pero empataron sin goles.
El 14 de junio de 2021 marcó, contra la selección de Escocia, el gol más lejano de la historia de la Eurocopa, y a la postre el mejor gol del torneo, desde 45,5 metros. Acabó como segundo máximo goleador del torneo, siendo únicamente superado por Cristiano Ronaldo.

#### Participaciones en Eurocopas
| Competición   | Sede     | Resultado        | Partidos | Goles |
| ------------- | -------- | ---------------- | -------- | ----- |
| Eurocopa 2020 | Europa   | Cuartos de final | 5        | 5     |
| Eurocopa 2024 | Alemania | Primera fase     | 2        | 1     |

## Estadísticas

### Clubes
Actualizado al 15 de agosto de 2025.
| Club | Div.          | Temporada     | Liga  | Liga  | Copas nacionales(1) | Copas nacionales(1) | Torneos internacionales(2) | Torneos internacionales(2) | Total | Total |
| Club | Div.          | Temporada     | Part. | Goles | Part.               | Goles               | Part.                      | Goles                      | Part. | Goles |
| --- | ------------- | ------------- | ----- | ----- | ------------------- | ------------------- | -------------------------- | -------------------------- | ----- | ----- |
| A. C. Sparta Praga · República Checa | 1.ª           | 2013-14       | 2     | 0     | 1                   | 0                   | —                          | —                          | 3     | 0     |
| A. C. Sparta Praga · República Checa | 1.ª           | 2014-15       | 2     | 0     | 3                   | 1                   | 2                          | 0                          | 7     | 1     |
| A. C. Sparta Praga · República Checa | Total club    | Total club    | 4     | 0     | 4                   | 1                   | 2                          | 0                          | 10    | 1     |
| Bohemians 1905 · República Checa | 1.ª           | 2015-16       | 27    | 8     | 1                   | 0                   | —                          | —                          | 28    | 8     |
| Bohemians 1905 · República Checa | Total club    | Total club    | 27    | 8     | 1                   | 0                   | 0                          | 0                          | 28    | 8     |
| U. C. Sampdoria · Italia | 1.ª           | 2016-17       | 32    | 11    | 3                   | 2                   | —                          | —                          | 35    | 13    |
| U. C. Sampdoria · Italia | Total club    | Total club    | 32    | 11    | 3                   | 2                   | 0                          | 0                          | 35    | 13    |
| A. S. Roma · Italia | 1.ª           | 2017-18       | 22    | 2     | 1                   | 1                   | 3                          | 0                          | 26    | 3     |
| A. S. Roma · Italia | 1.ª           | 2018-19       | 24    | 3     | 2                   | 2                   | 6                          | 0                          | 32    | 5     |
| A. S. Roma · Italia | Total club    | Total club    | 46    | 5     | 3                   | 3                   | 9                          | 0                          | 58    | 8     |
| R. B. Leipzig · Alemania | 1.ª           | 2019-20       | 22    | 10    | 1                   | 0                   | 5                          | 0                          | 28    | 10    |
| R. B. Leipzig · Alemania | Total club    | Total club    | 22    | 10    | 1                   | 0                   | 5                          | 0                          | 28    | 10    |
| Bayer 04 Leverkusen · Alemania | 1.ª           | 2020-21       | 29    | 9     | 2                   | 1                   | 5                          | 3                          | 36    | 13    |
| Bayer 04 Leverkusen · Alemania | 1.ª           | 2021-22       | 27    | 24    | 1                   | 0                   | 3                          | 0                          | 31    | 24    |
| Bayer 04 Leverkusen · Alemania | 1.ª           | 2022-23       | 14    | 3     | 1                   | 1                   | 8                          | 0                          | 23    | 4     |
| Bayer 04 Leverkusen · Alemania | 1.ª           | 2023-24       | 20    | 7     | 4                   | 1                   | 9                          | 5                          | 33    | 13    |
| Bayer 04 Leverkusen · Alemania | 1.ª           | 2024-25       | 31    | 21    | 6                   | 5                   | 8                          | 1                          | 45    | 27    |
| Bayer 04 Leverkusen · Alemania | 1.ª           | 2025-26       | 0     | 0     | 1                   | 1                   | 0                          | 0                          | 1     | 1     |
| Bayer 04 Leverkusen · Alemania | Total club    | Total club    | 121   | 64    | 15                  | 9                   | 33                         | 9                          | 169   | 82    |
| Total carrera | Total carrera | Total carrera | 252   | 98    | 27                  | 15                  | 49                         | 9                          | 328   | 122   |
| (1)Incluidos los datos de la Copa de la República Checa (2013-14, 2014-15, 2015-16), Copa Italia (2016-17, 2017-18, 2018-19) y Copa de Alemania (2019-20, 2020-21, 2021-22) (2)Incluidos los datos de la Liga de Campeones de la UEFA (2017-18, 2018-19, 2019-20) y Liga Europa de la UEFA (2014-15, 2020-21, 2021-22) |               |               |       |       |                     |                     |                            |                            |       |       |

### Resumen estadístico
|                                        | Partidos | Goles | Promedio |
| -------------------------------------- | -------- | ----- | -------- |
| Liga                                   | 252      | 98    | 0.39     |
| Copas nacionales                       | 26       | 14    | 0.54     |
| Copas internacionales                  | 49       | 9     | 0.18     |
| Selección de la República Checa sub-16 | 2        | 0     | 0        |
| Selección de la República Checa sub-17 | 11       | 7     | 0.64     |
| Selección de la República Checa sub-18 | 8        | 2     | 0.25     |
| Selección de la República Checa sub-19 | 15       | 7     | 0.47     |
| Selección de la República Checa sub-21 | 9        | 10    | 1.11     |
| Selección de la República Checa        | 46       | 24    | 0.52     |
| Total                                  | 418      | 171   | 0.41     |

## Palmarés

### Títulos nacionales
| Título                     | Club                | País            | Año  |
| -------------------------- | ------------------- | --------------- | ---- |
| Copa de la República Checa | A. C. Sparta Praga  | República Checa | 2014 |
| Gambrinus Liga             | A. C. Sparta Praga  | República Checa | 2014 |
| Bundesliga                 | Bayer 04 Leverkusen | Alemania        | 2024 |
| Copa de Alemania           | Bayer 04 Leverkusen | Alemania        | 2024 |
| Supercopa de Alemania      | Bayer 04 Leverkusen | Alemania        | 2024 |

### Distinciones individuales
| Distinción                          | Año  |
| ----------------------------------- | ---- |
| Jugador revelación de la Synot liga | 2016 |
| Mejor gol de la Eurocopa            | 2020 |